# Верль
Верль (нім. Werl) — місто в Німеччині, знаходиться в землі Північний Рейн-Вестфалія. Підпорядковується адміністративному округу Арнсберг. Входить до складу району Зост.
Площа — 76,24 км². Населення становить 30 702 ос. (станом на 31 грудня 2020).

## Географії

### Сусідні міста та громади
Верль межує з 6 містами / громадами:
- Арнсберг
- Гамм
- Зост
- Унна
- Вельфер
- Віккеде

## Галерея

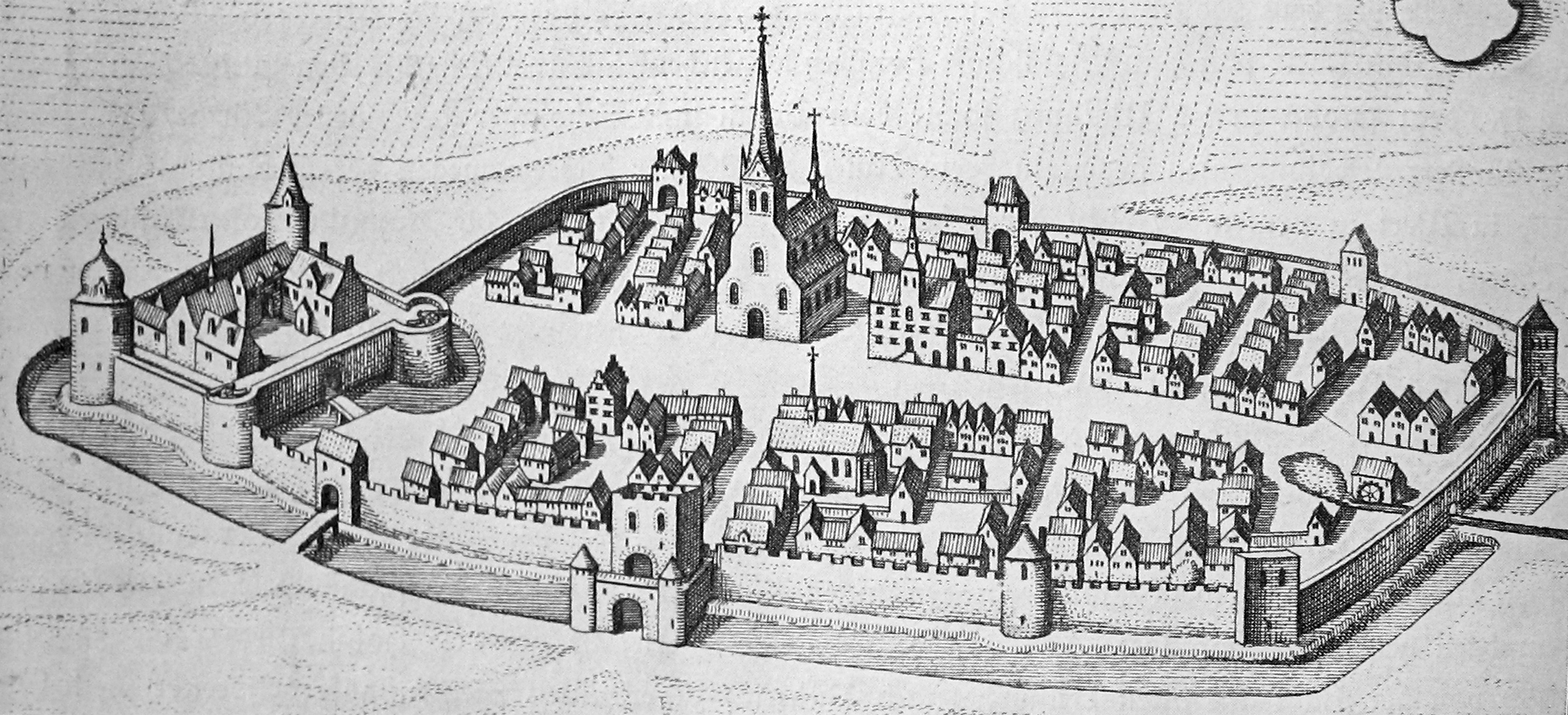
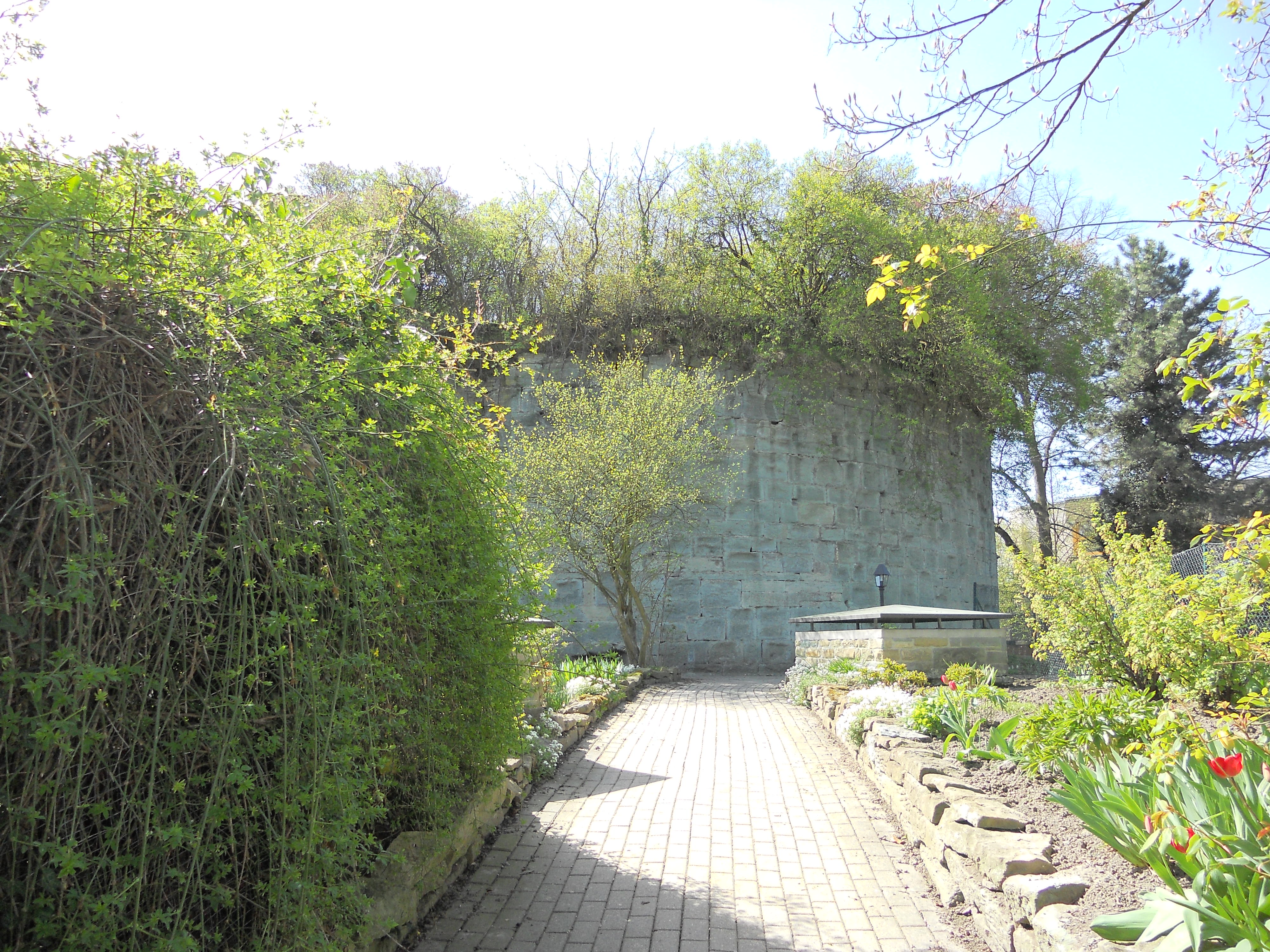
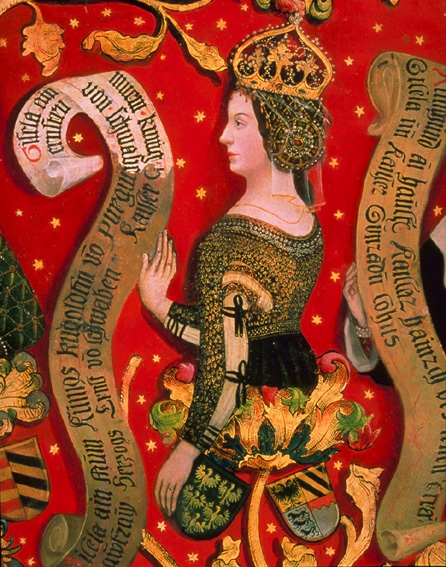

### Адміністративний поділ
Місто  складається з 11 районів:
- Блументаль
- Будберг
- Бюдеріх
- Гільбек
- Гольтум
- Мавікке
- Нідербергштрассе
- Обербергштрассе
- Зеннерн
- Вестеннен
- Верль